# Стеценко, Николай Александрович
Николай Александрович Стеценко (также Стеценков) — вице-адмирал Российского императорского флота. Родился в 1817 году, умер 27 мая 1882 года.

## Служба
Воспитывался в Морском кадетском корпусе; 26 марта 1836 года произведён в гардемарины и плавал в Балтийском море до осени 1837 года, когда вместе с производством в мичманы был переведён в Черноморский флот.
На фрегате «Тенедос» ходил с десантом между Севастополем и Одессою (1838), на шхуне «Курьер» крейсировал у восточных берегов Черного моря, на бриге «Ахиллес» неоднократно по надобностям флота ходил из Севастополя в Николаев и обратно (1839), на шхуне «Забияка» снимал виды берегов Крыма и Абхазии и промерял глубины Черного моря (1840) и на ней же в кампании 1841—1842 годов измерял глубины у анатолийских и румелийских берегов.
В 1843 году произведён в лейтенанты флота, продолжил службу на различных судах — транспортах «Днепр» и «Снег», кораблях «Двенадцать Апостолов» и «Силистрия», корвете «Орест» и фрегате «Браилов» — в течение следующих трёх лет крейсировал по Чёрному морю, преимущественно у восточных его берегов.
В 1846 году произведён в капитан-лейтенанты и назначен помощником начальника Камчатки и в следующем году на транспорте «Иртыш» перешёл из Охотска в Петропавловский Порт. На Камчатке Н. А. Стеценко прослужил до 1852 года, когда был переведён в Петербург с назначением в 14-й флотский экипаж. Командуя фрегатом «Король Нидерландский», в 1855 году он участвовал в защите Кронштадта от нападения англо-французского флота и за отличие в этом деле был досрочно произведён в капитаны 2-го ранга.
С 1859 года состоял командиром 21-го флотского экипажа и в конце того же года был произведён в капитаны 1-го ранга. В 1869 году Н. А. Стеценко получил чин контр-адмирала с зачислением по резервному флоту, а 7 января 1874 года произведён в вице-адмиралы с увольнением от службы.
В различное время он был удостоен ряда знаков отличия, в том числе ордена Станислава 2-й степени с Императорскою короною и креста с надписью «За службу на Кавказе».